# Марко Бандулович
Марко Бандулович е български католически духовник от XVII век.

## Биография
Роден е през 1590 година в Скопие. По произход е бошняк. Влиза във Францисканския орден. Служи като мисионер в Унгария и Трансилвания.
В 1644 година по предложение на Петър Богдан Конгрегацията за разпространение на вярата оформя нова Марцианополска архиепископия, в която влизат териториите на север от Стара планина и изток от Искър до Серет, а Софийската архиепископия е ограничена на територията на Тракия, Северозападна България и Влашко. На 16 ноември 1643 година Марко Бандулович е избран, а на 21 август 1644 година е ръкоположен за марцианополски архиепископ. Тъй като установяването на седалището в Силистра - първоначално избрания център, било сметнато за опасно, катедрата е установена в Бакъу. Като секретар и помощник на Бандулович за Молдова заминава Петър Парчевич.
Умира на 27 януари 1650 година.